# Paradiastylis tumida
Paradiastylis tumida är en kräftdjursart som beskrevs av Hale 1937. Paradiastylis tumida ingår i släktet Paradiastylis och familjen Diastylidae. Inga underarter finns listade i Catalogue of Life.